# Robin Hood kalandjai
A Robin Hood kalandjai (eredeti cím: The Adventures of Robin Hood), Kertész Mihály és William Keighley által rendezett, 1938-ban bemutatott film a Robin Hood-tematikát feldolgozó filmek közül az egyik első és egyik legsikeresebb, négy Oscar-díjra jelölték, ebből hármat meg is kapott.

## Szereplők

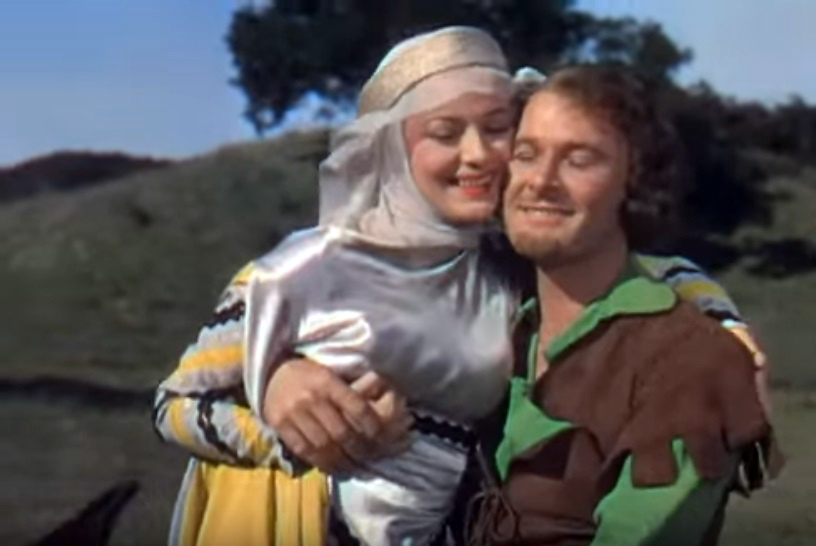
Olivia de Havilland és Errol Flynn mint Lady Marian és Robin Hood

| Szereplő                               | Színész             | Magyar hang (1. szinkron) | Magyar hang (2. szinkron) |
| -------------------------------------- | ------------------- | ------------------------- | ------------------------- |
| Sir Robin of Locksley, azaz Robin Hood | Errol Flynn         | Fülöp Zsigmond            | Széles László             |
| Lady Marian                            | Olivia de Havilland | Kútvölgyi Erzsébet        | Pápai Erika               |
| Sir Guy of Gisbourne                   | Basil Rathbone      | Bárány Frigyes            | Jakab Csaba               |
| János herceg                           | Claude Rains        | Szersén Gyula             | Forgács Péter             |
| Skarlát Will                           | Patric Knowles      | Szakácsi Sándor           |                           |
| Tuck barát                             | Eugene Pallette     | Csákányi László           | Bezerédi Zoltán           |
| Kicsi John                             | Alan Hale           | Csurka László             | Vass Gábor                |
| Much                                   | Herbert Mundin      | Szabó Ottó                |                           |
| Nottingham bírája                      | Melville Cooper     | Kautzky József            |                           |
| Bess                                   | Una O’Connor        | Tolnay Klári              |                           |
| Oroszlánszívű Richárd király           | Ian Hunter          | Bujtor István             | Reviczky Gábor            |

## Fogadtatás
A film a bemutatás évében (1938) a legtöbb bevételt termelte az az éviek közül. A Warner Bros. annyira elégedett volt az eredménnyel, hogy a stúdió még két másik filmszerepre is felkérte Flynnt. A film hosszú távon is rányomta a bélyegét a zsánerre, a későbbi (hasonló tematikájú) filmek gyakran igyekeztek utánozni a díszletet és a jelmezeket, hiszen a közönség a film ismertsége okán jól tudta azonosítani a későbbiekben az egyes karaktereket.
A filmet mint „kulturálisan, történelmileg, illetve esztétikai szempontból jelentős” minősítésű alkotást felvették a Kongresszusi Könyvtárnál vezetett National Film Registry-be. A filmet a magyarországi mozik is bemutatták, és az 1970-es években a Magyar Televízió is többször leadta (elsősorban az akkor az ilyen típusú, korhatár nélküli filmek bemutatására szolgáló vasárnap kora délutáni műsorsávban). Időről időre mind a mai napig műsorra tűzik a tévécsatornák.
A filmet összesen négy Oscar-díjra jelölték, ebből hármat kapott meg: a legjobb látványért és díszletért járót, a legjobb vágásért járót és a legjobb filmzenéért járót. 